# 安全委員會 (夏威夷)
安全委員會（英語︰ Committee of Safety），正式名稱為公民公共安全委員會（Citizen's Committee of Public Safety），是一個由13名美國血統及歐裔居民組成的政治團體，目標是實現美國吞併夏威夷王國。1893年1月17日，該團體發動政變推翻夏威夷王國。推翻後該組織宣布成立夏威夷共和國，並積極推動加入美國。然而當時美國總統格羅弗·克里夫蘭並未予以支持。直到1898年，新總統威廉·麥金利上任後，美國國會才批准併吞夏威夷地區的聯合決議。